# Pandolf VI de Capoue
Pour les articles homonymes, voir Pandolf.
Pandolf VI de Capoue ou de Teano prince de Capoue de 1022 à 1026.

## Origine
Pandolf et son frère Gisolf  comtes de Teano  appartiennent à la dynastie régnante mais leur origine est incertaine. Pandolf est installé à Capoue en 1022 par l'archevêque Pilgrim de Cologne qui dépose son prédécesseur Pandolf IV de Capoue et qu'il envoie prisonnier en Allemagne. En 1023 l'empereur Henri II du Saint-Empire accorde officiellement la principauté à  « Pandulfo et Iohanni filio eius » en précisant seulement  « ut avus Pandulfus tenuit » ce qui permet d'avancer l'hypothèse que Pandolf et son frère sont les fils d'Aténolf  (mort 982) ou de Gisolf deux fils puînés de Pandolf Tête de Fer.

## Règne
Après la mort de l'empereur Henri II en 1024, à la requête de Guaimar III de Salerne, le nouvel empereur Conrad III du Saint-Empire libère Pandolf IV. Guaimar IV et son allié Pandulf IV assiègent rapidement Capoue avec l'appui des mercenaires normands de  Rainulf Drengot. En 1025, le Catapan byzantin Basil Boiannes, qui était  occupé par une expédition en Sicile  se joint à eux avec ses forces . En 1026, après un siège de 18 mois, Boiannes négocie alors la reddition de  Pandolf de Teano et de son fils Jean et leur accorde un sauf conduit pour se retirer à Naples.
En 1027, Pandolf IV, rétabli à Capoue assiège Serge IV de Naples, qui avait accordé l'asile à son rival  Pandolf de Teano. La cité est prise et Serge IV, Pandolf et son fils se réfugient soit à Rome soit en  « Romania » c'est-à-dire dans les États de l'église, où ils meurent quelques années plus tard.

## Postérité
- Gisolf, alias Jean (mort après 1026), prince de Capoue en 1026 associé à son père, exilé avec lui ;
- Pandolf (mort avant juillet 1049), dont postérité ;
- Landolf (mort entre janvier 1065 et septembre 1070), comte de Teano, dont postérité[1].

## Sources
1. ↑  « SOUTHERN ITALY (1) », sur fmg.ac (consulté le 30 juillet 2023).

- Jules Gay L'Italie méridionale et l'Empire byzantin depuis l'avènement de Basile Ier jusqu'à la prise de Bari par les Normands (867-1071) Albert Fontemoing éditeur, Paris 1904 p. 636.

- Venance Grumel Traité d'études byzantines La Chronologie: Presses universitaires de France Paris 1958, « Princes Lombards de Bénévent et de Capoue » p. 418-420.
- (en) Pandolf VI (1026); Ioannes (1026)   sur le site Medieval Lands.